# Нью-Берн
Нью-Берн (англ. New Bern) — город в Северной Каролине, административный центр округа Крейвен, расположен в месте впадения реки Трент в Ньюс в 140 км от Уилмингтона.
Это второй старейший город Северной Каролины (после Бат). Бывшая столица сначала колониальной Северной Каролины, а затем штата. Был основан швейцарскими и немецкими колонистами и назван по столице Швейцарии Берну подобно Нью-Амстердаму[уточнить], основанному голландцами. Нью-Берн известен также как место появления Пепси-Колы.

## История

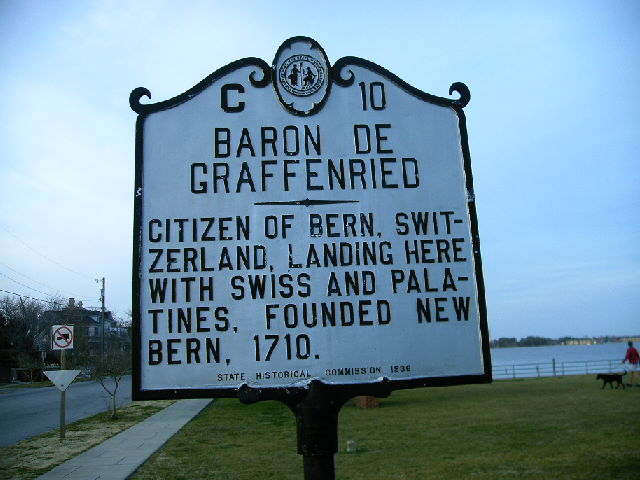
Историческая вывеска Нью-Берна.

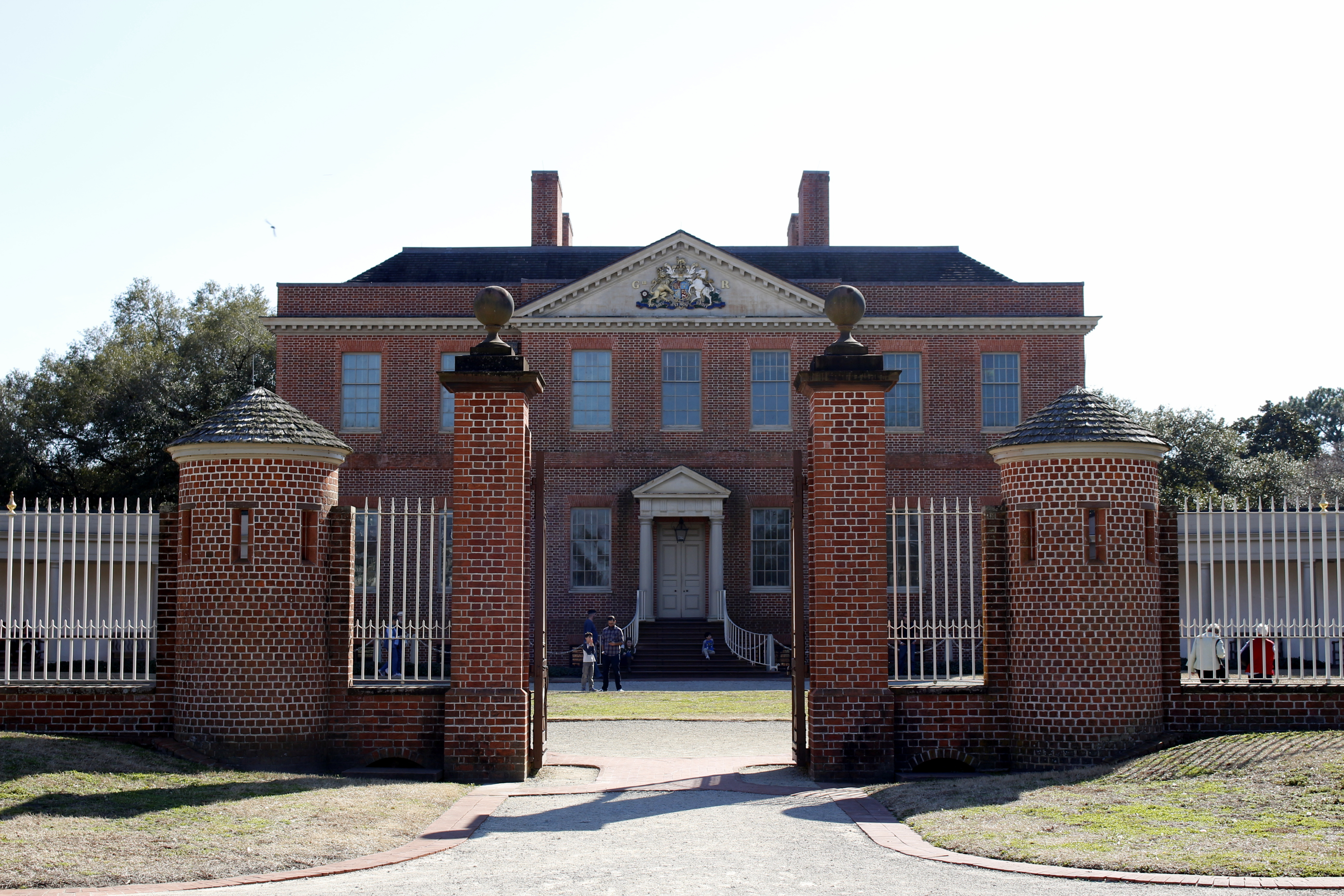
Дворец Трион, реконструированный в 2008 году.

Нью-Берн был основан в 1710 году иммигрантами из Швейцарии и Германии во главе с графом Кристофом фон Граффенридом, Францем Луи Мишелем и Джоном Лоусоном.
По приказу фон Граффенрида первоначально город был заложен в виде креста. Здесь располагалось первое постоянное колониальное правительство Северной Каролины и губернатор. После Революции город стал столицей штата. В 1770 году был построен дворец Трион, ставший правительственным зданием. Дворец сгорел в 1790-х годах, его реплика, возведённая в 2008 году, является ныне туристической достопримечательностью. В 1800-х годах Нью-Берн был самым крупным городом штата.

## Демография
В 2006 году в городе проживало 27 650 человек.